# 羅斯山 (齊勒塔爾阿爾卑斯山脈)
47°09′07″N 12°08′18″E / 47.151813°N 12.13835°E

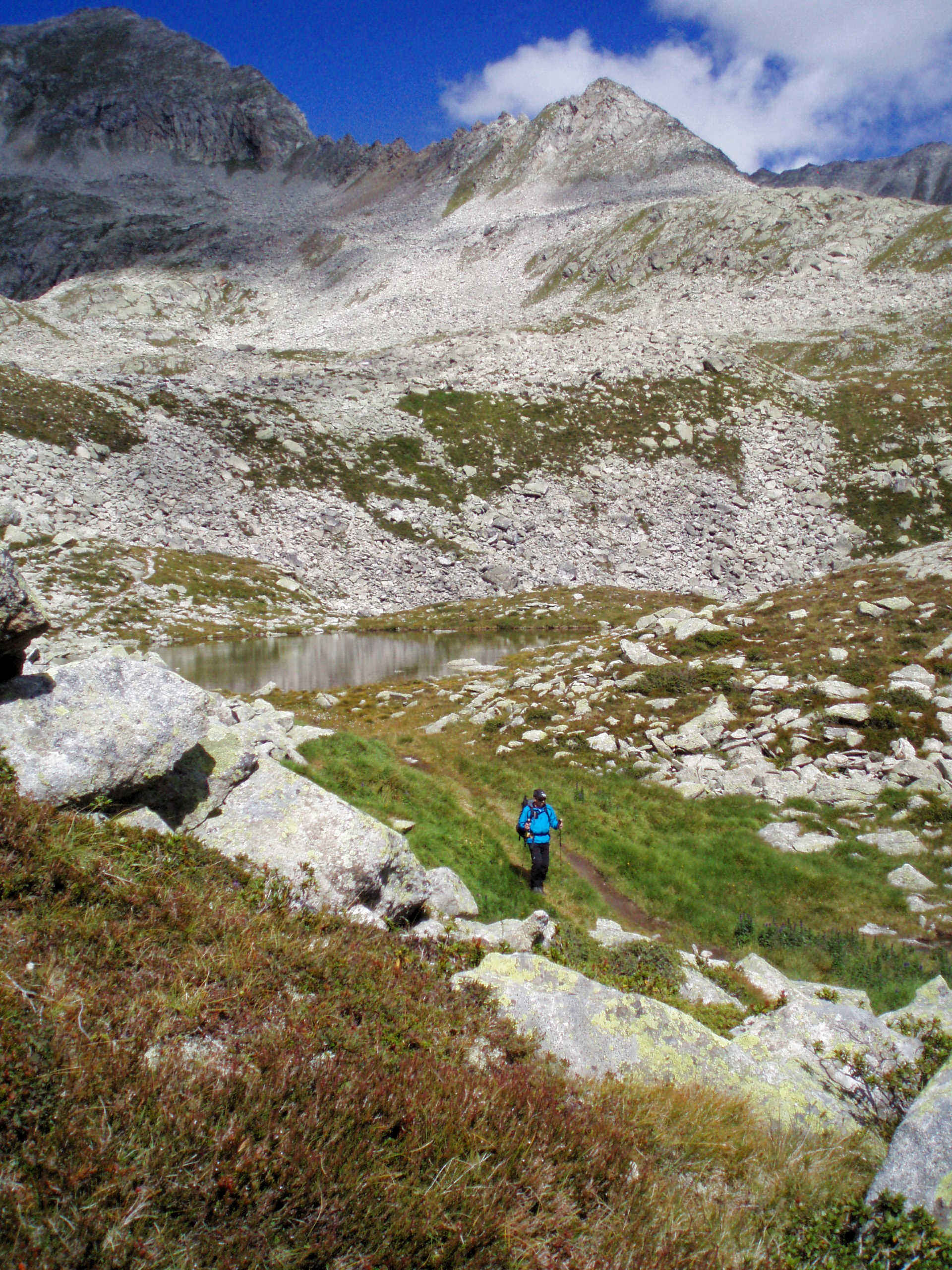

羅斯山（德語：Rosskopf），是奧地利的山峰，位於該國中部，由薩爾茨堡州負責管轄，屬於齊勒塔爾阿爾卑斯山脈的一部分，海拔高度2,845米，每年平均降雨量1,971毫米。